# Anthoor
Anthoor (malabar: ആന്തൂര്‍) es una ciudad del estado indio de Kerala perteneciente al distrito de Kannur.
En 2011, el municipio que forma la ciudad tenía una población de 28 218 habitantes.
Su topónimo viene a significar "pueblo largo" y debido a su larga longitud fue dividido en dos localidades llamadas "Anthoor" y "Morazha". Su entorno de colinas es frecuentemente mencionado en canciones folclóricas del theyyam. Los pueblos de esta zona estuvieron bajo el gobierno del Kolathiri de Kolathunadu hasta que en el siglo XVIII el sultán Fateh Ali Tipu los anexionó al reino de Mysore. En el siglo XIX, los británicos incorporaron la zona a la Presidencia de Madrás. Cuando en 1990 se creó el municipio de Taliparamba, los pueblos de Anthoor y Morazha se incorporaron al nuevo municipio, hasta que en 2015 se separaron de Taliparamba para formar el nuevo municipio de Anthoor.
Se ubica a orillas del río Valapattanam, unos 5 km al sur de Taliparamba sobre la carretera 66 que lleva a la capital distrital Cananor.